# Dähre
Dähre ist eine Gemeinde im Altmarkkreis Salzwedel in Sachsen-Anhalt.

## Geographie

### Lage
Dähre, ein Dorf mit Kirche, liegt 18 Kilometer südwestlich der Kreisstadt Salzwedel an der Salzwedeler Dumme.

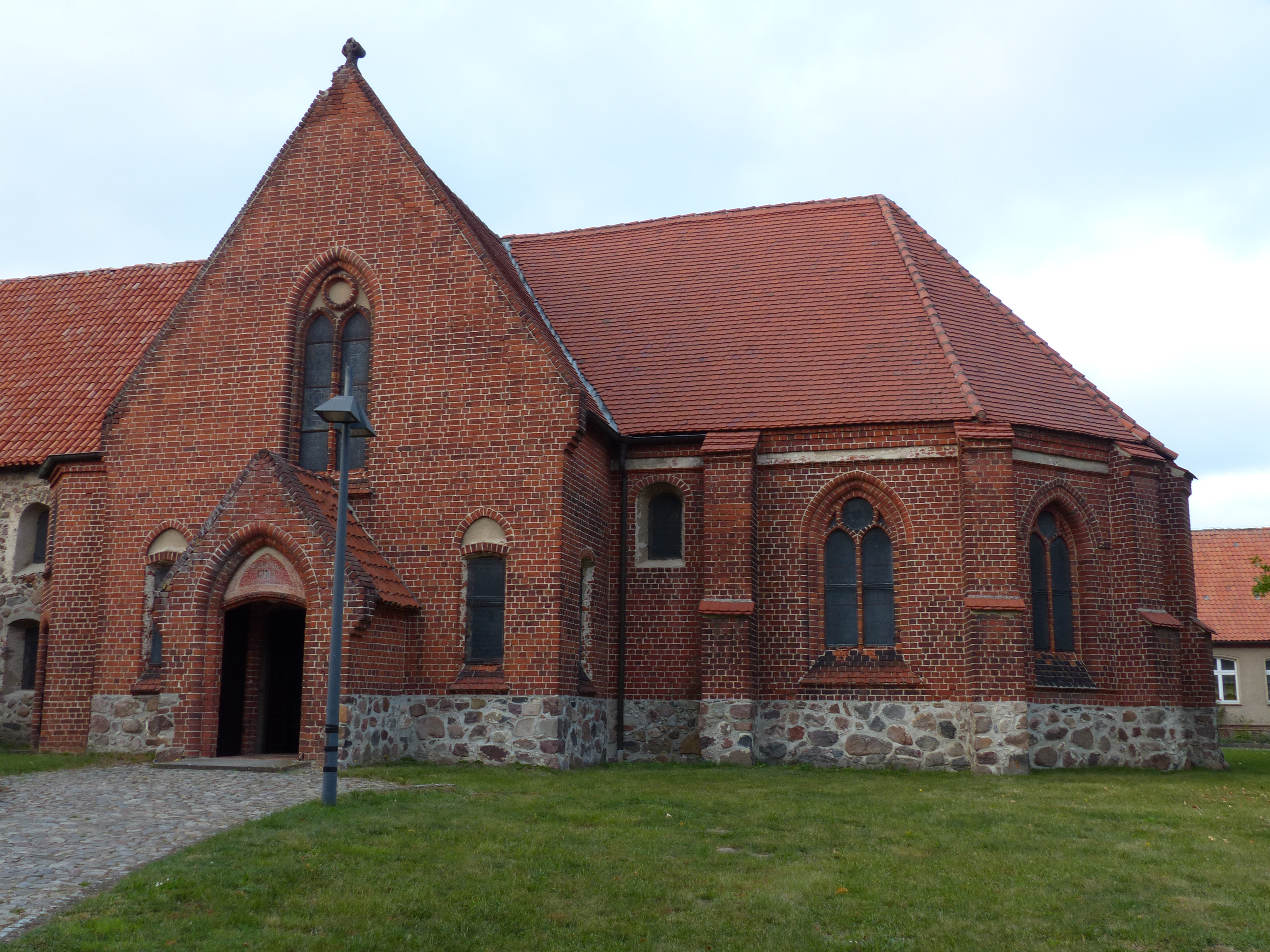
Andreaskirche Dähre, 1903–1904 Querhaus angefügt und Chor weitgehend erneuert

### Gemeindegliederung
Als Ortsteile der Gemeinde sind ausgewiesen:
| - Bonese - Dähre - Dahrendorf - Eickhorst - Fahrendorf - Hohendolsleben | - Holzhausen - Kleistau - Kortenbeck - Lagendorf - Markau - Rustenbeck | - Schmölau - Siedendolsleben - Wendischhorst - Wiewohl - Winkelstedt |

### Hans-Jochen-Winkel
Das Gemeindegebiet ist annähernd deckungsgleich mit dem „Hans-Jochen-Winkel“ bzw. „Hansjochenwinkel“, einer vor allem im 19. Jahrhundert populären Bezeichnung für den Landstrich in Grenzlage, wie Heinrich Christoph Steinhart bereits im Jahre 1802 schrieb. Die Bezeichnung soll auf die vielen Männer mit den Vornamen „Hans-Jochen“ und „Hans-Joachim“ zurückzuführen sein, wie Jodocus Temme im Jahre 1839 meinte. Nach anderen Angaben stammt der Begriff von der preußischen Königin Luise, die ihn um 1810 angesichts dreier Hans-Jochens aus der Region prägte, wie Wilhelm Meyer-Markau aus Dähre 1882 in der Gartenlaube schrieb. Die Forstbetriebsgemeinschaft mit Sitz in Dähre heißt bis heute „FBG Hans-Jochen-Winkel“.

## Geschichte

### Mittelalter
Im Jahre 1220 wurde ein Henricus Prepositus de Dore erwähnt. Bereits 1223 wurde die Propstei Dähre und die Andreaskirche genannt als ecclesia in Dore, als der Bischof Yso von Verden einen Gütertausch zwischen der Propstei und Lippold von Dore genehmigte.
Die erste urkundliche Erwähnung des Dorfes erfolgte im Jahre 1308 als villa Doren, als der Kastellan Gottfried Knappe von Thünen dem Kloster Diesdorf Besitz verkaufte.
Im Jahr 1362 überließ die Familie Buchmast (Bokmast) ihren Besitz in Dähre dem Kloster Diesdorf.
Im Landbuch der Mark Brandenburg von 1375 wurde der Ort als Dore aufgeführt und gehörte den von dem Knesebeck. In Dähre befand sich ein Kaland. Nordöstlich des Dorfes befand sich an der Dumme eine Wassermühle.

### Archäologie
Im Jahr 2004 wurde eine Grabung in Dähre durchgeführt, bei der 43 Gräber freigelegt wurden. Ein Grabungsbericht wurde bislang nicht veröffentlicht. Als prominentester Fund gilt eine Wikingerfibel im Borre-/Jelling-Stil aus dem 9. Jahrhundert.

### Eingemeindungen
| Ehemalige Gemeinde        | Datum      | Detail                                                     |
| ------------------------- | ---------- | ---------------------------------------------------------- |
| Wendischhorst, Gutsbezirk | 01.10.1912 | Eingliederung in die Landgemeinde Dähre                    |
| Dähre, Gutsbezirk         | 17.10.1928 | Eingliederung in die Landgemeinde Dähre                    |
| Kleistau                  | 01.04.1935 | Eingemeindung in die Gemeinde Dähre                        |
| Eickhorst                 | 20.07.1950 | Eingemeindung in die Gemeinde Dähre                        |
| Hohendolsleben            | 20.07.1950 | Zusammenschluss mit Siedendolsleben zur Gemeinde Dolsleben |
| Siedendolsleben           | 20.07.1950 | Zusammenschluss mit Hohendolsleben zur Gemeinde Dolsleben  |
| Dolsleben                 | 01.01.1992 | Eingemeindung in die Gemeinde Dähre                        |
| Fahrendorf                | 01.01.1992 | Eingemeindung in die Gemeinde Dähre                        |

### Bildung der neuen Gemeinde Dähre
Durch einen Gebietsänderungsvertrag beschlossen die Gemeinderäte der Gemeinden Bonese (am 5. Mai 2008), Dähre (am 5. Mai 2008) und Lagendorf (am 8. Mai 2008), dass ihre Gemeinden aufgelöst und zu einer neuen Gemeinde mit dem Namen Dähre vereinigt werden. Dieser Vertrag wurde vom Landkreis als unterer Kommunalaufsichtsbehörde genehmigt und trat am 1. Januar 2009 in Kraft.
Das Gemeindegebiet vergrößerte sich dadurch von 29,59 km² auf 78,73 km².

### Einwohnerentwicklung

#### Gemeinde
| Jahr | Einwohner |
| ---- | --------- |
| 1734 | 172       |
| 1774 | 380       |
| 1789 | 340       |
| 1798 | 350       |
| 1801 | 368       |

| Jahr | Einwohner |
| ---- | --------- |
| 1818 | 405       |
| 1840 | 565       |
| 1864 | 627       |
| 1871 | 628       |
| 1885 | 595       |

| Jahr | Einwohner |
| ---- | --------- |
| 1895 | 0687      |
| 1905 | 0731      |
| 1925 | 0855      |
| 1939 | 0978      |
| 1946 | 1326      |

| Jahr | Einwohner |
| ---- | --------- |
| 1964 | 1056      |
| 1971 | 1006      |
| 1981 | 0915      |
| 1993 | 0829      |
| 2006 | 0921      |

Quelle:

#### Ortsteil
| Jahr | Einwohner |
| ---- | --------- |
| 2015 | 546       |
| 2018 | 536       |
| 2020 | 548       |
| 2021 | 535       |
| 2022 | 526       |
| 2023 | 522       |

## Religionen
Die Volkszählung in der Europäischen Union 2011 zeigte, dass von den 1541 Einwohnern der politischen Gemeinde Dähre rund 41 % der evangelischen Kirche und rund 5 % der römisch-katholischen Kirche angehörten.
Die evangelische Kirchengemeinde Dähre, die früher zur Pfarrei Dähre gehörte, wird heute betreut vom Pfarrbereich Osterwohle-Dähre (mit Sitz in Dähre) im Kirchenkreis Salzwedel der Evangelischen Kirche in Mitteldeutschland.
Die katholische Kirche St Antonius von Padua befand sich an der Friedensstraße, hinter einem an der Straße gelegenen Wohnhaus. 1937 erwarb die katholische Kirche in Dähre ein Grundstück, zunächst fand der Gottesdienst in einem Zimmer des Wohnhauses statt. Anfang der 1950er Jahre wurde in der auf dem Grundstück befindlichen Scheune die Kirche eingerichtet. Von 1941 bis 1979 war Dähre Kuratie und hatte einen eigenen Geistlichen, danach gehörte sie zur Pfarrei St. Laurentius in Salzwedel. 2015 wurde die Kirche geschlossen und kam in Privatbesitz, danach fanden noch bis etwa 2018 katholische Gottesdienste im evangelischen Gemeinderaum statt. Heute gehören Katholiken in Dähre zur Pfarrei Salzwedel, nähergelegen sind jedoch die Kirchen St. Bonifatius (Bad Bodenteich) und Maria Königin (Wittingen).

## Politik

### Bürgermeister
Im Oktober 2015 wurde Michael Olms (CDU) zum Bürgermeister gewählt. Im September 2016 wurde Olms zum Bürgermeister der Verbandsgemeinde Beetzendorf-Diesdorf gewählt. Die dadurch notwendig gewordene Neuwahl eines Bürgermeisters der Gemeinde gewann im Januar 2017 Bernd Hane.

## Kultur und Sehenswürdigkeiten

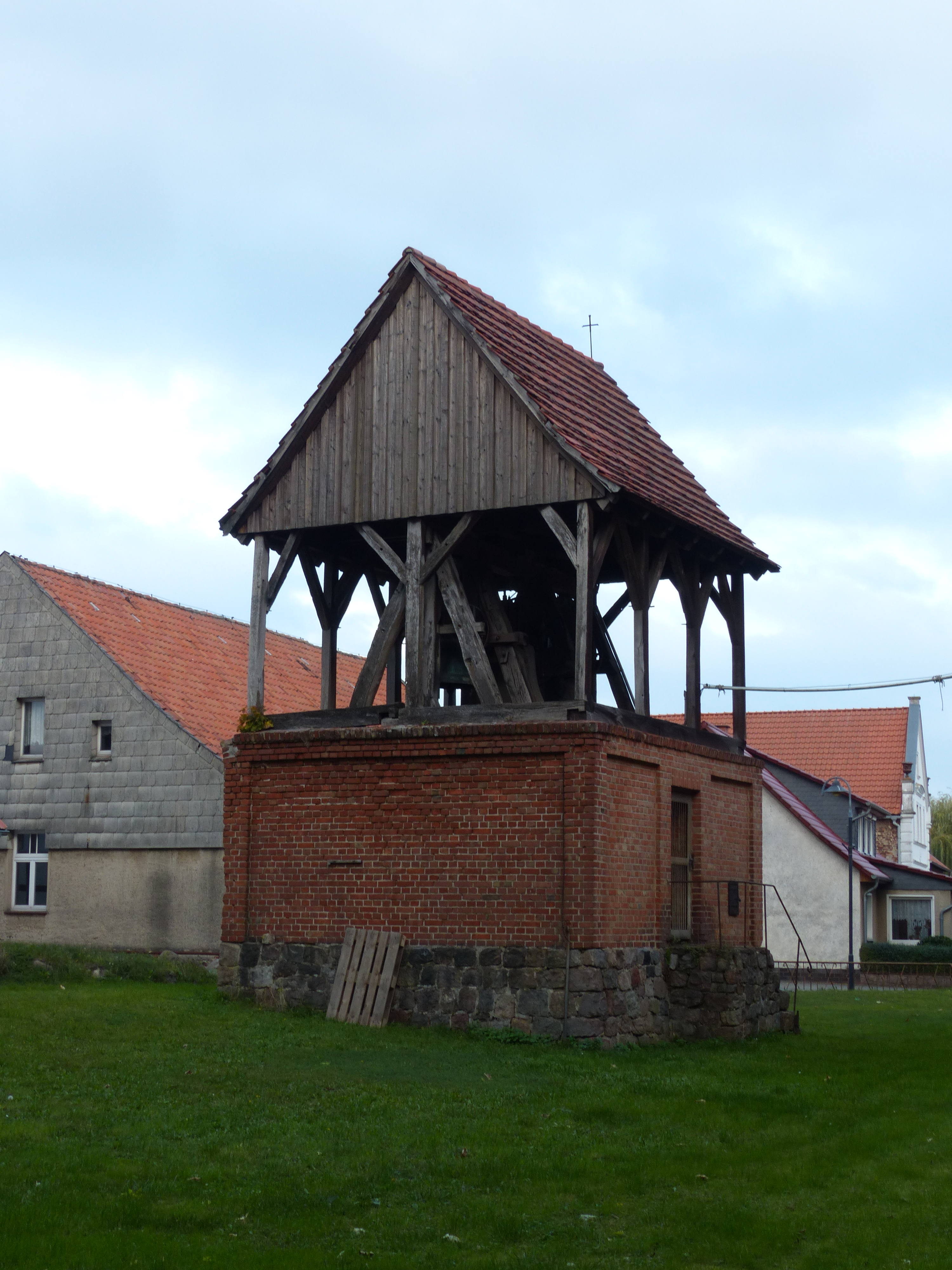
Glockenträger der Kirche

- Die evangelische St.-Andreas-Kirche befindet sich an der Friedensstraße. Das Schiff der Kirche gehört zu den ältesten Kirchengebäuden der westlichen Altmark. Die Grabungen auf dem Kirchengelände aus dem Jahre 2004 lassen vermuten, dass es einen Vorgängerbau der heutigen Kirche spätestens im 12. Jahrhundert gegeben hat. 1903/04 erfolgten nach Plänen des damaligen Kreisbaurats Hugo Prejawa umfangreiche Erneuerungen, jedoch wurde der Turm der Kirche 1939 nach einem Einsturz abgerissen.[12][32] Der freistehende Glockenträger nördlich der Kirche stammt aus den 1950er Jahren.

## Verkehr
Es verkehren Linienbusse und Rufbusse der Personenverkehrsgesellschaft Altmarkkreis Salzwedel. Durch das Dorf führt der Fernradweg Altmarkrundkurs.
Dähre lag an der Bahnstrecke Salzwedel–Diesdorf. Der Schienenpersonennahverkehr nach Diesdorf wurde im Mai 1993 und der nach Salzwedel im Dezember 1995 eingestellt. Zum 1. April 1997 folgte die Stilllegung.

## Persönlichkeiten
- Wilhelm Meyer-Markau (1853–1910), in Markau geborener Pädagoge und Schriftsteller

## Archivalien
- Urkundenüberlieferung der Propstei Dähre im Landesarchiv Sachsen-Anhalt, Abteilung Magdeburg